# Rafael Henche de la Plata
Rafael Henche de la Plata (Alcalá de Henares, 1886 - Madrid, 1961) va ser un polític socialista espanyol. Va ser alcalde de Madrid durant la Guerra Civil.
Militant del PSOE i de la UGT, va formar part de la candidatura a l'ajuntament de Madrid de la conjunció republicano-socialista a les eleccions d'abril de 1931, i fou escollit regidor. Entre 1928 i 1932 va sortir escollit membre de l'executiva de la UGT, amb 54.345 vots, amb Julián Besteiro com a president. El 1934 li va ser ofert el lloc de tresorer en l'executiva, però el va rebutjar en solidaritat amb Largo Caballero, que tampoc havia acceptat el càrrec de secretari general. Va participar en els successos d'octubre de 1934 a Madrid, com a membre del comitè revolucionari madrileny, pel que va ser processat i empresonat fins a febrer de 1936.
Reposat en la corporació municipal després de les eleccions de febrer de 1936, va romandre a la ciutat durant tota la guerra, succeint al també socialista Cayetano Redondo Aceña en l'alcaldia el 24 d'abril de 1937. Després del triomf del cop d'estat del coronel Casado i davant la imminent entrada de les tropes de Franco a Madrid, Rafael Henche va dissoldre la corporació municipal, es va dirigir a València i després a Alacant, on va tractar d'embarcar-se cap a l'exili. No ho va aconseguir i va ser detingut a Alacant, sent traslladat al camp de concentració d'Albatera, traslladat a Madrid i condemnat a mort. Gràcies a les pressions diplomàtiques no es va executar la pena, quedant reclòs al penal del Dueso (Santander) fins a 1945, quan va ser posat en llibertat. Va formar part de la comissió executiva clandestina, facilitant el reconeixement internacional del PSOE pel COMISCO en 1948. Va morir en 1961.